# Азартні ігри в Малаві
Азартні ігри в Малаві є популярним і легальним способом розваг. Будь-які види азартних ігор в країні є легальними з 1998 року.

## Опис
Законодавство Малаві щодо азартних ігор вважається найбільш лояльним сереж країн Африки. В країні дозволено будь-які форми ігор. Більшість казино розташовано в столиці, місті Лілонгве, або навколо міста.
Велику популярність у країні мають спортивні ставки, особливо ставки на британську Прем'єр-лігу та європейські футбольні змагання. При цьому, ставки на місцеві змагання не розповсюджені. Національна лотерея Малаві налічує 15 мільйонів постійних гравців, це один із найпопулярніших видів розваг у країні. Формально, онлайн-казино не є дозволеними, але вони не блокуються, і місцеві гравці можуть вільно користуватися іноземними сайтами.
За регулювання азартних ігор відповідає Ігрова рада Малаві, створена 1996 року. 1998 року було прийнято законодавство, що дозволило будь-які види азартних ігор. 2015 року закон було доповнено новими правилами щодо лотерей. Організатори азартних ігор сплачують податок у розмірі 12,5 % від прибутку.